# 로스 익시토소스 페레스
《로스 익시토소스 페레스》(스페인어: Los exitosos Pérez)은 2009년 방영된 멕시코의 텔레노벨라이다.